# Eugenia M. Bacon
Eugenia McKenzie Bacon (1853-1933) fue una sufragista estadounidense y defensora de las bibliotecas públicas de Illinois.

## Biografía
Bacon, apellido de soltera McKenzie, nació el 4 de octubre de 1853 en Bowling Green (Indiana). En 1874 se casó con George R. Bacon (1845-1911) con quien tuvo un hijo que murió a la edad de ocho años.
Bacon era una sufragista, defendiendo los derechos de la mujer en la legislatura del estado de Illinois. También era autora de panfletos sufragistas.
Participó activamente en la Federación de Clubes de Mujeres de Illinois (IFWC). Fue funcionaria del Club de Mujeres de Decatur durante diez años —cinco de los cuales como presidenta—, y luego desempeñó durante dos períodos el cargo de Secretaria de Estado para Illinois en la Federación General de Clubes de Mujeres. Como parte de su trabajo para la IFWC, Bacon formó parte de la Comisión de Extensión de Bibliotecas, trabajando para establecer bibliotecas públicas en Illinois. La Comisión de Extensión de Bibliotecas de Illinois estaba formada por James A. Rose, Joseph Freeman y Bacon, que actuó como Secretario de la Junta.
Bacon también fue la editora de Illinois de la publicación The Club Woman. Falleció el 10 de diciembre de 1933, en Decatur (Illinois).